# ボクスホール・クレスタ
ボクスホール・クレスタ（Vauxhall Cresta）は、イギリスの自動車メーカー、ボクスホールが1954年から1972年まで製造した上級中型乗用車である。
クレスタには世代によりE（1954-1957）、PA（1957-1962）、PB（1962-1965）とPC（1965-1972）の各モデルがあり、ヴァイカウント（1966-1972）はクレスタ PCの上級モデルであった。メカニズムは一貫して保守的なものであった。
当初は1951年に戦前設計からの全面改良を受けて市販開始されたボクスホール・ヴェロックス（Vauxhall Velox　4気筒量産車、ボクスホール・ワイバーンとボディシェルを同じくする6気筒エンジン搭載車であった）のデラックスバージョンとして導入された。
1956年-1957年のモデルチェンジでボクスホールの4気筒小型モデルと6気筒大型モデルが別々のボディ・クラスに分離されると、新しい大型のヴェロックスのうち上級モデルに独立したクレスタという名称が与えられた。コードネームPAというこの車は、ボクスホールの親会社である米国・ゼネラルモーターズの影響が強いスタイルのアッパーミドル級モデルであり、1950年代後期の英国車としては強い個性を持った華美なデザインを備えていた。それ故に労働者階級上がりのロック・スターが乗り回してもおかしくないが、法廷弁護士や医師のような英国の保守的エリート層は運転しないような特異なキャラクターを備えたモデルとなった。とはいえ、皮肉なことにエリザベス2世女王は、長年この車のエステート版を私用車として愛用していた。
1962年にモデルチェンジされたPB以降は平凡堅実なデザインとなりつつも、同じGM系のオペルの影響を受けない設計・デザインを継続し、1970年代初頭までボクスホール車最上級クラスとしての地位を保った。

## クレスタ E (1954年 - 1957年)
第二次世界大戦前から中級モデル以下にモノコック構造を採用していたボクスホールは、戦後の生産再開も戦前型の部分改良でしのぎ、1948年にはボディ外装を1940年代初頭のアメリカ車並にリデザインしたモデルのうち6気筒車に戦前からの上級モデルネームである「ヴェロックス」の名を与えた。この時点ではエンジンこそ刷新されたものの、トーションバー式デュボネ独立懸架を備えた戦前以来の旧式設計を脱していなかった。
ボクスホールが、乗用モデルのヴェロックスとワイバーンに、アメリカで流行し始めたフラッシュサイド型フルワイズボディと、第二次大戦後の前輪独立懸架の主流構造であるウィッシュボーン式独立懸架を与えてフルモデルチェンジさせたのは1951年であった。デザインモチーフは同時代のシボレー車に酷似していたが、英国車の寸法に押し縮めたスタイルのために鈍重さを免れなかった。ボンネットフード上にはボクスホール車が1905年以来受け継いできた「フルート」（前後方向の凹んだ帯）のモチーフが刻まれていた。
大戦直後の自動車不足需要期を脱し、平時の販売競争が本格的になってきた1954年に、ヴェロックスの上級バージョンとしてクレスタが追加された。最初のクレスタ Eは、ヴェロックスと同一出力の同じ2262 cc の直列6気筒エンジンを搭載していたが、車体先端のV（VauxhallのV）バッジ上に特別オーナメントを備えていて区別できた。革か織物が選択できる内装、オプションの2色塗装、標準装備のヒーター、ダッシュボードへの時計/シガーライターの装備、開くと自動的に点灯するトランク内照明といった細かな電気装置、助手席のサンバイザー裏に仕込まれたヴァニティミラーを共に備えていた。ラジオはオプションであった。
もっとも、フラッシュサイド型としては初期に当たる1950年の腰高なデザインのボディは、1955年頃になると既に陳腐化は免れず、延命のために余分なクロームメッキパーツや不似合いなツートーンカラーも追加されたが、ちぐはぐさは否めなかった。
1956年、英国の『ザ・モーター』誌（The Motor）がクレスタをテストし、最高速度82.2 mph (132.3 km/h) と0-60 mph (97 km/h) 加速に 20.2 秒、23.5 ml/英ガロン  (12.0 L/100 km; 19.6 mpg-US)　の燃料消費率を記録した。テスト車は、税込みで£931であった。

## クレスタ PA (1957年 - 1962年)
1957年に発表されたPA型のクレスタ（と姉妹モデルのヴェロックス）は、おそらく戦後の上級ボクスホール車では最も広く知られたモデルである。
この車は、巨大なテールフィン、ラップアラウンド・ウインドウ（側面まで回りこんだ窓）、ホワイトリボン・タイヤといった当時最新の米国車スタイル様式を取り入れており、1955年モデルのパッカード・カリビアン（Packard Caribbean）への近似性が強かった。キャデラックやビュイックと比べれば控えめであったが、ここまで英国的伝統を逸脱してアメリカ風にデザインを振られた英国製サルーンはほとんど他例がなく（同じく米国資本であるイギリス・フォード「コンサル」「ゼファー」の同時期モデルもアメリカ風ではあったが、PA系ボクスホールほど極端なスタイルは用いていない）、特異な存在となった。ボクスホール伝統のボンネット上の「フルート」は、当初、フェンダーのサイドパネルを細い帯状に凹ませる事で継承されたが、このモデル途中でついに廃止されている。
メーカー製の全てのPAは4ドア・サルーンであったが、ハンプシャーのベージングストーク（Basingstoke）にあるフリアリー（Friary）が改装したエステート版もあり、現在この車は希少である。
メカニズムについては先代のEシリーズ同様に英国車ではありふれた平凡なもので、前輪にコイルバネを使用したウィッシュボーン式独立懸架、後輪にスタビライザーを備えたリジッドアクスルを半楕円リーフスプリングで吊るごく一般的な設計である。全輪共にAPロッキード製9 in (230 mm) ドラムブレーキであった。先代から受け継いだ2,262 ccの6気筒エンジンは、プッシュロッドで作動するOHVで、圧縮比は7.8:1（6.8:1の低圧縮比版もあった）で82.5 bhp (61.5 kW) /4400 rpmの出力を発生した。ゼニス製キャブレターを1基装備し、トランスミッションは前進3速であった。
PA型のクレスタは生産期間中に様々な変更が施され、その最も大きなものは2,262 ccのエンジンが全面刷新され、ショートストローク高速型の2,651 ccに変更されたことであった。この新しいエンジンは、直列6気筒という点では以前のものと同じであったが、その出力は72 PS/4400 rpm から 104 ps/4800 rpmへと劇的に向上していた。
この車は、革とナイロン製表皮を持つ前後席のベンチシートとパイル織りカーペットといった上等な内装を備えていた。ヒーターは標準装備であったが、ラジオは英国市場ではオプション品であった。その他のオプション品にはフォグライト、バックライト、鍵付き給油口、サイドミラー等があった。6名が乗車できるよう前席の床を空けるために、サイドブレーキ・レバーはダッシュボードの下に備え、シフト・レバーはコラムシフトとなっていた。塗色は、単色か2トーン・カラーのどちらかを注文することができた。
1958年に『ザ・モーター』誌がPA型クレスタをテストし、最高速度89.8 mph (144.5 km/h) と0-60 mph (97 km/h) 加速に 16.8 秒、25.2 ml/英ガロン (11.2 L/100 km; 21 mpg-US) の燃料消費率を記録した。テスト車は、£358の税込みで£1,073であった。1960年にはオーバードライブ付きの2.6 L エンジン版をテストし、最高速度が94.7 mph (152.4 km/h) と0-60 mph (97 km/h) 加速が15.2 秒に向上し、燃費は26.8 ml/英ガロン (10.5 L/100 km; 22.3 mpg-US) に改善されていることを確認した。テスト車は、£317の税込みで£1,077で、オーバードライブ無しは£1,014であった。
1970年代に多くのPA型クレスタが改造されカスタマイズの素材とされた。このモデルはフィフティーズ文化の隆盛と共に人気となり、テディボーイ（teddy boy）達により運転され、ロックンロールのイメージと重ね合わせて見られることが非常に多かった。1981年のスペシャルズによる『ゴースト・タウン』（Ghost Town）のビデオ内でフィフティーズの服装をしたメンバーと共に1960年型のPA型クレスタを見ることができる。
現在ではPA型クレスタはクラシックとして認識されており、その他のモデルへの評価はそれよりも幾分低いかもしれないが注目度は上がってきている。1950年代終わりのPA型クレスタの有名なオーナーにドン・ラング（Don Lang）がいる。

## クレスタ PB (1962年 - 1965年)
1962年にモデルチェンジされたPB型は、PA型のテールフィンを取り去り、平らなボンネットを持つように大幅に外観を変更された、全体的に保守的なスタイリングの車であった。当初は2.6 L エンジンを搭載しており、生産最終年に3.3 L エンジンに換装されたが、特定の輸出市場では税金の関係から最後まで2.6 L エンジンであった。変速機は依然として3速コラムシフトであったが、オーバードライブ付きも選べるようになった。3.3 L モデルは3速コラムシフトが標準で、4速フロアシフトがオプションであった。GM系列車に相応しく、3速式のGM「ハイドラマチック」オートマチックトランスミッション（AT）が両エンジンで共に選択できたが、3.3 L モデルの末期にはATユニットは同じくGM製ながらなぜか旧式で効率も劣る2速「パワーグライド」（Powerglide）に変更された。前輪には倍力装置付きのディスクブレーキが装着された。

## クレスタ PC (1965年 - 1972年)
シリーズ最後のPCは、1965年10月のロンドン・モーターショー（London Motor Show）で発表された。下級モデルのヴェロックスは既に廃止され、PCS（standard）、PCD（Deluxe）とPCE（Executive）の3モデル構成となり、最後のモデルは独自名称の「ヴァイカウント」となった。PCは前モデルとは異なり、先行してFD型ヴィクターで取り入れられたコークボトル形のスタイリングとなり、かなり明確にサイズを縮小したシボレー・インパラと言える車となった。ボディデザイン刷新に比し、ホイールベースやサスペンション構造などのスペックはPBからのキャリーオーバーで保守的設計は変わらなかった。
オーストラリア製のホールデン・HR（Holden HR）とも似ていたが、より大型で豪華な内装を持ち、その7年間の生産期間を通じて3.3 L の直列6気筒エンジンを搭載していた。シボレー・スモールブロックのV8エンジンがそのままエンジンルームに入ったが、このオプションはヨーロッパでは提供されなかった。当初はオーバードライブ付きもオプションで選べる3速コラムMTが標準で、4速MTと2速パワーグライドはオプションであった。後に1971年頃から4速MTか3速ATのフロアシフトがバケットシートと共に提供されるようになった。
ゼネラルモーターズ・ニュージーランドは、1966年から1971年までウェリントン近郊のトレンサム（Trentham）の自社工場でこの車の組み立てを行った。1つの「ベース」モデルのクレスタのみを組み立て、生産期間中の変更点は極僅かであり、英国市場では1971年頃に施されたフェイスリフトも行われなかった。しかし、生産期間中にブレーキ性能向上のためにブレーキがタンデム・マスターシリンダーに改善され、この改善はニュージーランド仕様では標準となった。4灯ヘッドライトのクレスタ デラックス、ヴァイカウントやエステートが完成車として英国から輸入もされた。
ニュージーランド市場では提供されなかったフェイスリフト後のモデルでは、4灯ヘッドライトが標準となりダッシュボードが一体型となった。コラムシフトに替わりフロアシフトが標準となった。
デラックス（De-Luxe）・モデルではベース・モデルの2灯ヘッドライトに対し4灯となった。
1967年1月に英国市場ではエステート版の納入が開始された。この車は、ドーモビル（Dormobile）・キャンピングカーの改装（主にベッドフォード製）で知られるフォークストン（Folkestone）のマーティン・ウォルター（Martin Walter）製となった。このエステート版は、強化型の後輪サスペンション、大径タイヤ（5.90-14inから7.00-14 in）とルーフラインの改装によりサルーンよりも2½ in (5 cm) 高くなっていた。当初クレスタ エステートは、英国市場で£1,507で発売され、これは同等のサルーンに比べ40%近く高い価格であった。長年市場で地位を保っていたハンバー・ホーク（Humber Hawk）のエステートと当時発売されて間もないフォード・ゼファー（Ford Zephyr）のエステートの英国での価格は各々£1,342と£1,379であった。クレスタ エステートは、通常は47 in (119 cm) で後席を折り畳むと76 in (193 cm) まで拡大できる荷室を持っていたが、ボクスホールの競合車は多量に売れるような価格では無くエステートの生産は1968年で終了した。

## ヴァイカウント
1966年6月にクレスタ PCと同一エンジンと同一の機械機構を持った超高級モデルとしてヴァイカウントが導入された。この車は、パワーステアリング、パワーウインドウ、リクライニングシート、ビニール貼りの屋根、ウォールナット仕上げのダッシュボード、前席と「後席」の巻き取り式シートベルトと熱線入りリヤウインドウも標準で装備していた。黒塗りにされたグリルとヘッドライト周りが高級な雰囲気を出しており、テールライトにはクロームが被せられていた。深緑、紺、マルーンといったボディ色の側面にハンドペイント風の細い線が入れられ、この車に特別仕上げの雰囲気を持たせていた。2組の2灯式5 in 径のシールドビーム・ライトの外側は2つのフィラメントを持っていたため、この車は4灯のメインビームを持っていた。ヴァイカウントはクレスタよりも幅広タイヤ（5.90-14 inに対し7.00-14 in）を履いていた。ヴァイカウントと同様の2本出しテールパイプは、同時期の3.3 L 版のクレスタ PCではパフォーマンス・オプションであった。標準のトランスミッションはGM製の2速パワーグライド（Powerglide）であったが、英国市場では£85廉価にその他の地域では追い金無しでオプションの4速MTも選択することができた。1970年の秋に2速パワーグライドは、GM製3速ATに更新された。
南アフリカ版ではクライスラー製のV8エンジンをオプションで搭載した車もあり、これはGM系製品が直接の競合となるメーカーのエンジンを使用した数少ない一例であった。